# Яценко, Владимир Викторович
Владимир Викторович Яценко (укр. Володимир Вікторович Яценко; род. 10 декабря 1977) — украинский кинопродюсер.

## Биография
Окончил Киевский национальный экономический университет как экономист и Киевский национальный университет театра, кино и телевидения по специальности «продюсер» (диплом с отличием); впоследствии заявил, что второй из этих университетов следовало бы сжечь.
В 2000—2005 гг. работал в Москве, снимая преимущественно рекламную продукцию; в 2004 г. был директором фильма «Ночной продавец» (режиссёр Валерий Рожнов, продюсер Сергей Сельянов) — по воспоминаниям самого Яценко,
Однажды Сельянов прислал мне сценарий, который мне очень понравился, — «Ночной продавец», выдал мне $300 тыс. и сказал: «Иди снимай». У меня там были звёзды — Виктор Сухоруков, Ингеборга Дапкунайте. Я схватился за голову — что с этими деньгами делать, как всё организовать? Фильм мы сняли, к счастью. Сельянов приехал только в первый день и затем уже после завершения.
Вернувшись в Киев, основал продюсерский центр Limelite, занимавшийся съёмками рекламы. Выступил продюсером и сопродюсером нескольких короткометражных фильмов, среди которых «Родительский день» (англ. Family hour; 2018) режиссёра Марии Пономарёвой.
В 2018 году стал продюсером полнометражного фильма Ярослава Лодыгина «Дикое поле», снятого по мотивам романа Сергея Жадана «Ворошиловград», — картина, по мнению Яценко, стала «смелым экспериментом» и собрала противоречивые отзывы. В 2019 году спродюсировал ленту Наримана Алиева «Домой» — дебют 26-летнего режиссёра был отобран для программы «Особый взгляд» Каннского кинофестиваля, получил гран-при Одесского международного кинофестиваля и был выдвинут от Украины на соискание премии «Оскар». Следующей продюсерской работой Яценко стал фильм режиссёра Валентина Васяновича «Атлантида» (2019), также номинированный на «Оскар» от Украины и получивший целый ряд международных и национальных премий, в том числе первую премию программы «Горизонты» 76-го Венецианского кинофестиваля (как пояснил режиссёр, участием в фестивале картина была обязана именно работе Яценко).
В 2017—2019 гг. возглавлял Ассоциацию киноиндустрии Украины. В 2019 г. избран членом Европейской киноакадемии.
Своей главной задачей Яценко видит создание международного бренда украинского кинематографа.
В 2022 году награждён орденом «За мужество» III степени.